# Luigi Pellegrino Scaramuccia

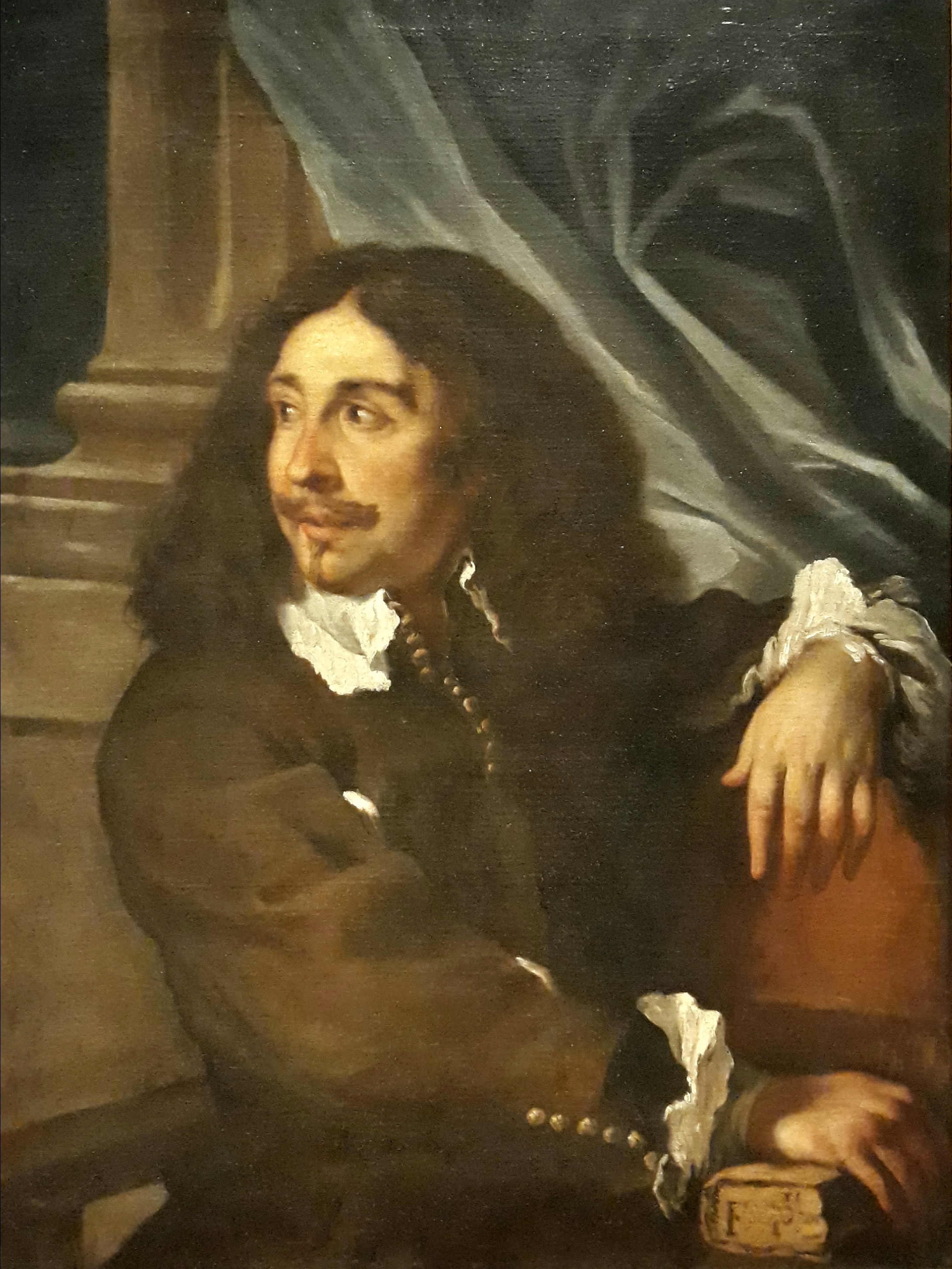
Scaramuccia, retratado hacia 1657 por Francesco Cairo, Milán, Pinacoteca di Brera.

Luigi Pellegrino (o Pellegrini) Scaramuccia, más conocido como Luigi Scaramuccia y apodado Luigi Perugino por su ciudad natal (Perugia, 1616-Milán, 1680), fue un tratadista de arte y pintor barroco italiano. Personaje viajero, dejó pinturas por media Italia (Roma, Bolonia, Milán) si bien ahora se le recuerda más por sus escritos. También produjo algunos grabados.

## Vida y obra
Formado inicialmente con su padre, el pintor Giovanni Antonio Scaramuccia, pasó luego a Roma para completar su formación en el taller de Guido Reni, en el que fue compañero de Giovanni Domenico Cerrini. El clasicismo aprendido con Reni no lo abandonaría ya a lo largo de su carrera posterior, en la que también se manifiesta la asimilación de los modos del Guercino y de otros maestros que pudo conocer en sus desplazamientos por Italia.
Estos viajes inspiraron también su obra más célebre: el tratado Le finezze de' pennelli italiani ammirata, que publicó con el pseudónimo «Girupeno» y fue editado en Pavía en 1674, aunque lo había redactado en Roma bastantes años antes, en 1666, a raíz de unas discusiones en la Academia de San Lucas, de la que fue miembro. En esta obra Scaramuccia trazaba un itinerario artístico por las distintas escuelas pictóricas italianas, analizadas desde el prisma del clasicismo, y compilaba las biografías de los más destacados artistas barrocos.

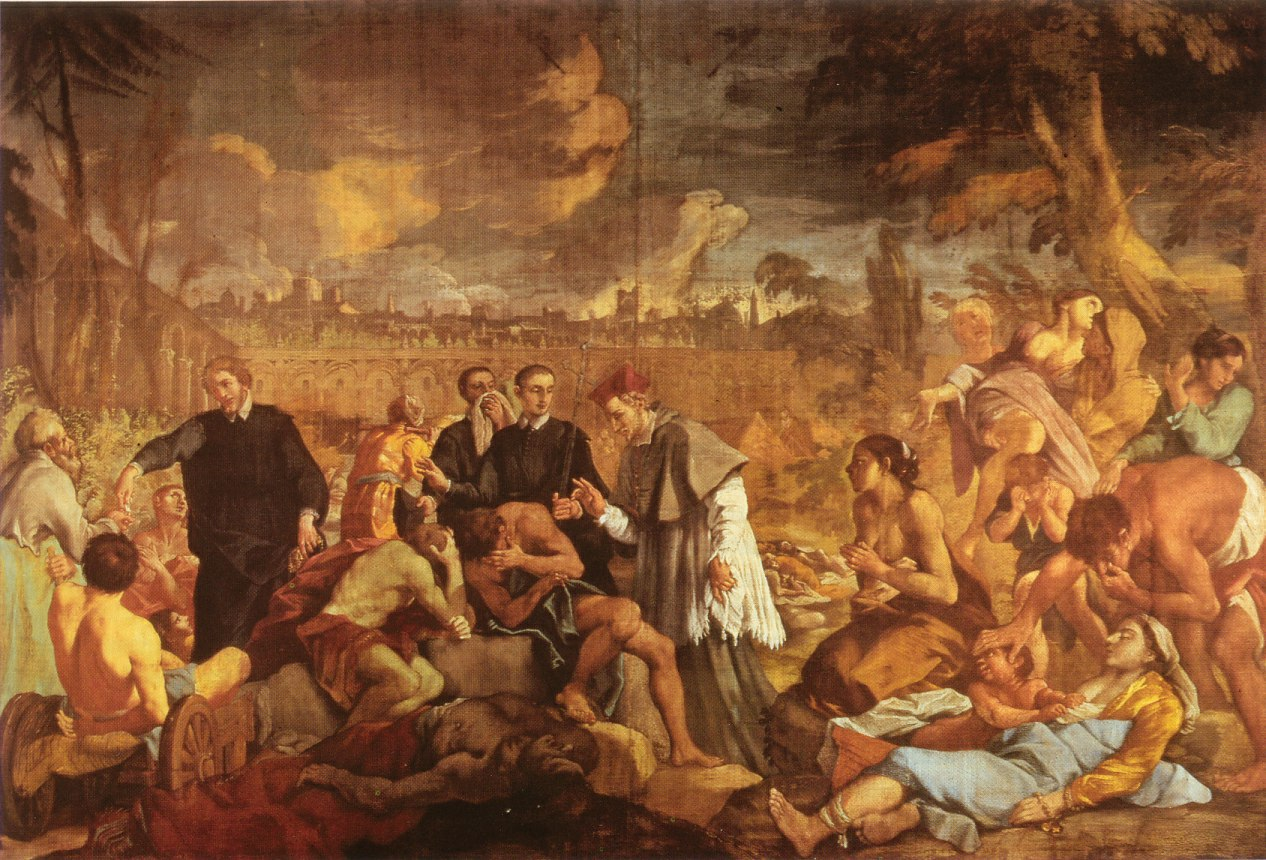
Federico Borromeo visitando el lazareto durante la peste de 1630, Milán, Biblioteca Ambrosiana.

Como pintor, colaboró bajo la dirección de Carlo Cignani y Lorenzo Pasinelli en la decoración al fresco de la Sala Farnese del Palazzo d’Accursio de Bolonia, actual sede del ayuntamiento. Entre sus obras al óleo, dispersas por toda la geografía italiana, pueden recordarse la que representa a Federico Borromeo visitando el lazareto durante la peste de 1630, obra pintada en Milán, en 1670, como parte de un proyecto dirigido por Antonio Busca para decorar la Biblioteca Ambrosiana con una serie de grandes cuadros en honor de su fundador, el arzobispo Federico Borromeo, y La caridad de San Carlos Borromeo, óleo pintado hacia 1668 para la capilla Spada en la iglesia de Santa Maria in Vallicellla en Roma, del que se conserva un boceto en la Galería Nacional de Arte Antiguo del Palacio Barberini. En España se conserva tan sólo un lienzo de grandes dimensiones: Llegada de Herminia a la cabaña de los pastores, depositado en la Universidad de Barcelona por el Museo del Prado.
Produjo algunos grabados con la técnica del aguafuerte; entre ellos se pueden citar: Venus y Adonis (1655; según la composición homónima de Annibale Carracci, de la cual existen dos versiones pintadas en el Prado y en Viena), La coronación de espinas (que reproduce el cuadro de Tiziano ahora en el Louvre) y Los desposorios místicos de santa Catalina (copia del famoso cuadro de Correggio).